# Rebelles, soldats et citoyens. Souvenirs d'un Commissaire de la République
 (septembre 2012).
Rebelles, soldats et citoyens. Souvenirs d'un commissaire de la République est un livre d'Yves Farge publié en 1946.

## Résumé
Le 14 juillet 1943, l'auteur, commissaire de la République de la région Rhône-Alpes, devient responsable de la lutte contre la déportation (qui a commencé en 1942). Puis il prend le maquis dans le Vercors. La Drôme se libère elle-même en juin 1944. L'auteur recrute le général Doyen comme délégué à la justice militaire du Comité de libération. Lyon est libérée le 3 septembre. Selon l'auteur, de 1918 à 1939, trop de fantômes ont gouverné la France, la livrant dès 1934 à la trahison progressive.